# NGC 1846
NGC 1846 ist ein offener Sternhaufen in der Großen Magellanschen Wolke. Er wurde am 6. November 1826 von James Dunlop entdeckt und ist im New General Catalogue verzeichnet.